# Pierre Kœnig
Pour les articles homonymes, voir Koenig.
Pierre (parfois Pierre-Marie ou Marie Pierre) Kœnig ou Koenig, né le 10 octobre 1898 à Caen et mort le 2 septembre 1970 à Neuilly-sur-Seine, est un militaire, officier général et un homme politique français, maréchal de France et compagnon de la Libération.
Héros de la Seconde Guerre mondiale, il est surtout connu pour son rôle en tant que commandant de la 1re brigade française libre lors de la bataille de Bir Hakeim (Libye), qui se déroule du 26 mai au 11 juin 1942 durant la guerre du Désert, et au cours de laquelle son unité de 3 700 hommes résiste opiniâtrement aux assauts conjugués des armées allemande et italienne, environ dix fois plus nombreuses, de l'Afrika Korps dirigées par le général Erwin Rommel.

## Biographie

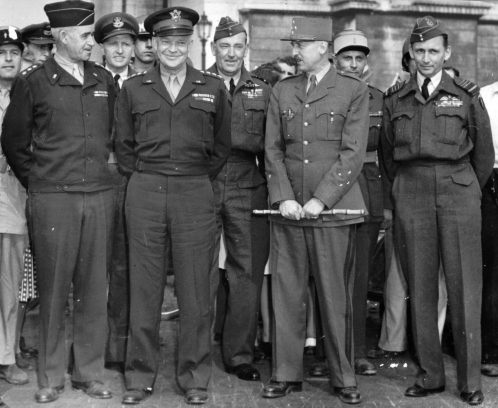
Pierre Kœnig (avec le bâton), entouré du Lieutenant General Omar Bradley, du General Dwight D. Eisenhower et de l'Air chief marshal Arthur Tedder à Paris en 1944.

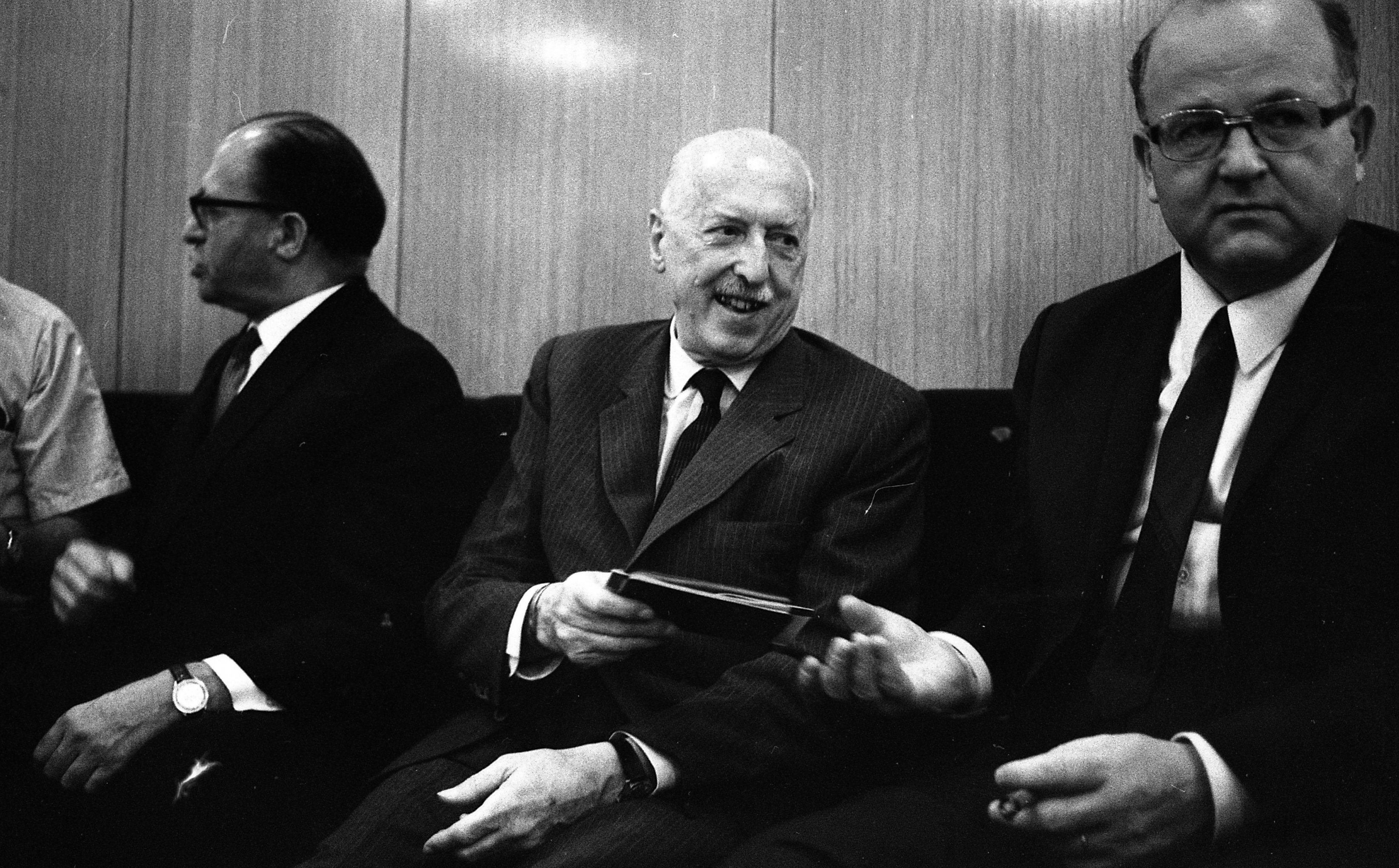
De gauche a droite : Menahem Begin, Pierre Kœnig et Shlomo Friedrich, 1969.

Issu d'une famille d'origine alsacienne et franc-comtoise, Marie Joseph Pierre François Kœnig naît à Caen. Son père, Joseph Koenig (né à Luxeuil-les-Bains en Haute-Saône) s'est établi facteur d'orgue après avoir été formé chez Cavaillé-Coll. Sa mère, Ernestine Mutin (née à Saint-Julien, dans le Jura) est fleuriste et est la sœur de Charles Mutin. Il étudie au collège Saint-Joseph puis au lycée Malherbe à Caen. Il participe alors aux activités sportives à l'Avant-Garde caennaise, un patronage paroissial affilié à la Fédération gymnastique et sportive des patronages de France (FGSPF) à laquelle il reste très attaché. Il obtient son baccalauréat et s'engage en 1917. Il sert dans le 36e régiment d'infanterie. Il est nommé aspirant en février 1918 et rejoint son unité sur le front. Décoré de la Médaille militaire, il est promu sous-lieutenant le 3 septembre 1918.
Après la guerre, il sert en Silésie comme adjoint du capitaine Adrien Henry, dans les Alpes, en Allemagne, puis au Maroc, à l'état-major de la division de Marrakech. 
Au début de la seconde guerre mondiale, il est capitaine et adjoint du lieutenant-colonel Raoul Magrin-Vernerey dans la 13e demi-brigade de Légion étrangère. Il décide de s'engager immédiatement dans la France libre. 

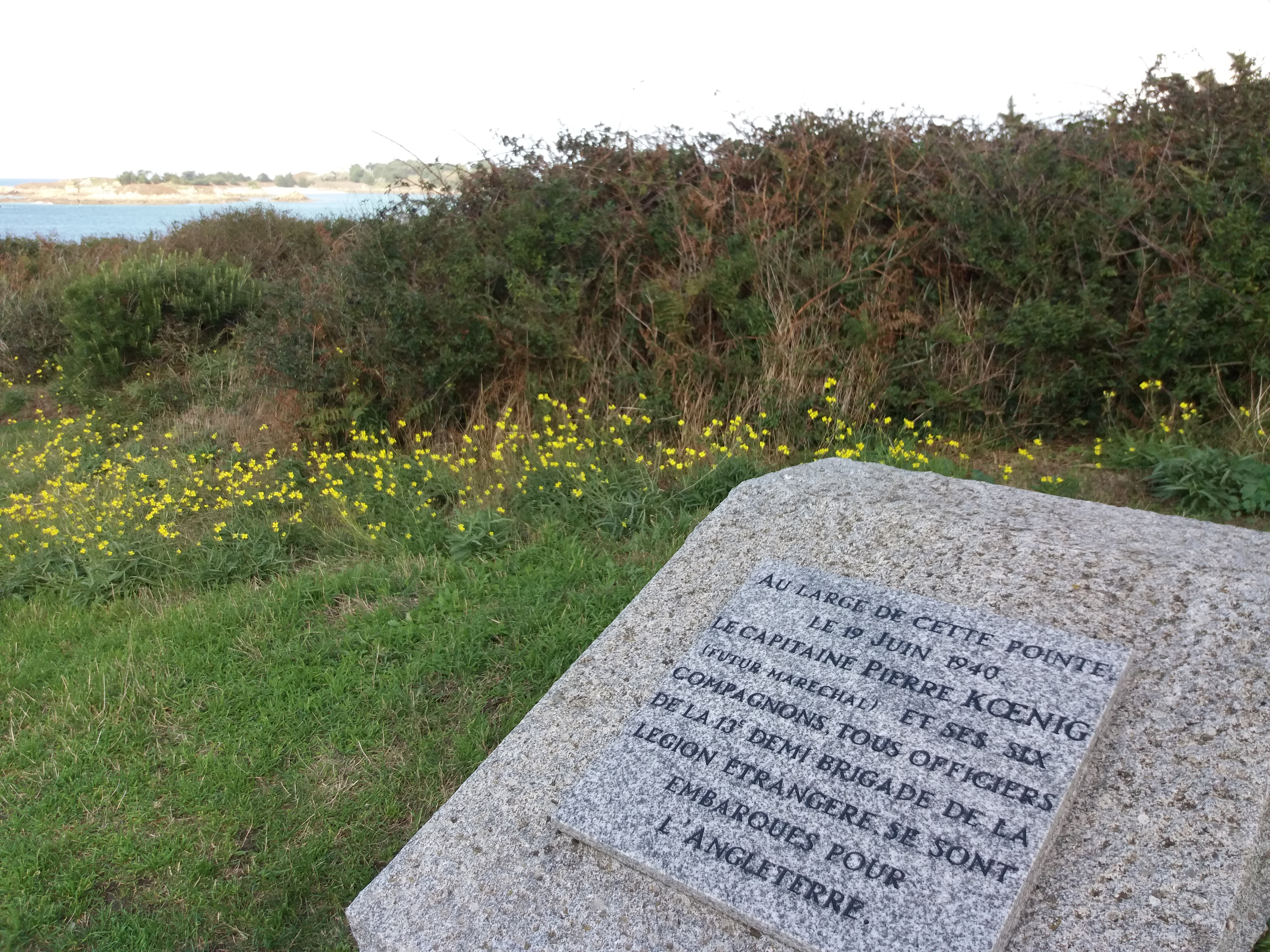
Stèle située à la Pointe du Chevet à Saint-Jacut.

Le 19 juin 1940, il rallie clandestinement l’Angleterre depuis Saint-Jacut et l'archipel des Ébihens avec six de ses compagnons, tous officiers de la 13e demi-brigade de Légion étrangère.
Il participe ensuite à la tentative de ralliement de Dakar, puis au ralliement du Gabon, et à la campagne de Syrie.
Promu colonel début 1941, puis général de brigade en juillet 1941, le général Kœnig commande les Français libres lors de la bataille de Bir Hakeim (26 mai au 11 juin 1942), et lors de la seconde bataille d'El Alamein. Il est le général en chef des Forces françaises de l'intérieur (FFI) en 1944. Promu général de corps d'armée en juin 1944, il accompagne de Gaulle à Bayeux le 14 juin 1944. Il est nommé gouverneur militaire de Paris le 21 août, peu avant la libération de la ville.
Le 24 avril 1945, il est chargé par le Général de Gaulle de procéder à l'arrestation du maréchal Pétain à Vallorbe, à la frontière suisse, paradoxe après avoir été condamné à mort par contumace le 3 décembre 1941 par le tribunal militaire d'Oran dépendant du  gouvernement de Vichy. Il l'escorte jusqu'au fort de Montrouge, son lieu de détention.
Le 18 juillet 1945, il honore à Caen la compagnie Scamaroni et se rend au monument aux morts situé place Foch.
De juillet 1945 au 21 septembre 1949, il est nommé commandant en chef de la zone d'occupation française en Allemagne. Il y donne des ordres particuliers concernant les enfants en Zone Française d'Occupation, restés sous le nom de « additif III ». Le général Kœnig est ensuite remplacé par un haut-commissaire de la République française en Allemagne, l'ambassadeur André François-Poncet.
Optant ensuite pour la carrière parlementaire, il prend la tête d'une liste du Rassemblement du peuple français (RPF) dans le Bas-Rhin, qui remporte 31 % des suffrages le 17 juin 1951 avec 94 970 voix sur 305 890 et trois sièges sur neuf. Pressenti par le groupe gaulliste (l'URAS depuis la mise en sommeil du RPF par le général de Gaulle) comme candidat de recours lors de l'élection présidentielle de décembre 1953, il renonce à se lancer, malgré l'accord de De Gaulle.
Il est ministre de la Défense nationale et des Forces armées du 19 juin au 14 août 1954 dans le gouvernement Pierre Mendès France, donnant son accord pour les gaullistes au discours de Carthage du 31 juillet 1954 sur l'autonomie interne de la Tunisie, puis du 23 février au 6 octobre 1955 dans le gouvernement Edgar Faure (2).
Le 2 janvier 1956, il est réélu dans le Bas-Rhin, à la tête d'une liste d'Union démocratique des Républicains sociaux qui n'obtient que 7,1 % des voix, grâce à un apparentement avec le Mouvement républicain populaire (MRP) et l'Union des Indépendants et paysans, apparentement majoritaire en voix.

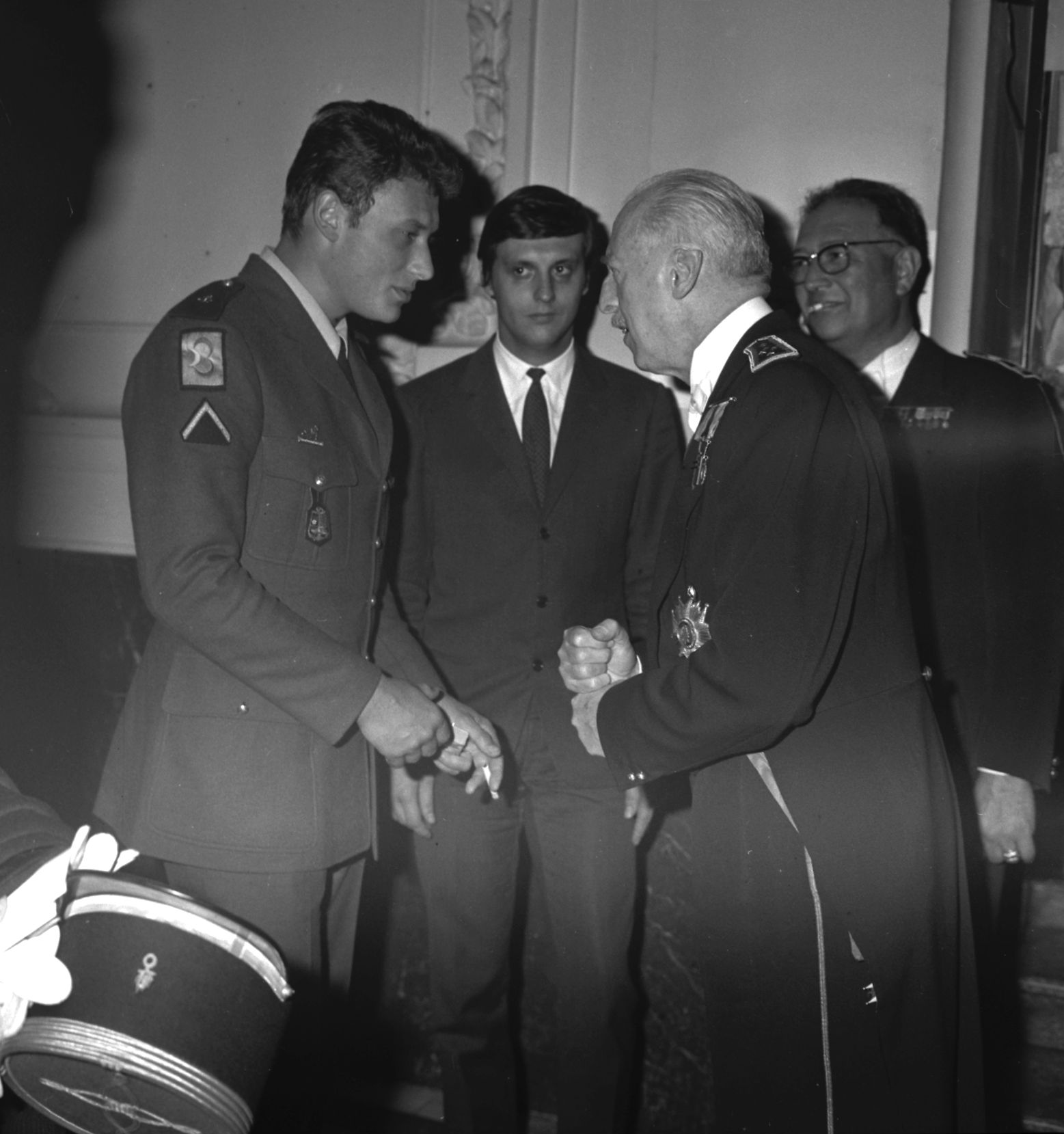
Le général Kœnig en 1965 lors d'un concert de la Légion étrangère avec Johnny Hallyday.

Dans les années 1960, il est président du comité de l'Association France-Israël.
Il meurt le 2 septembre 1970, à 71 ans, à l'Hôpital américain de Neuilly-sur-Seine, puis repose au cimetière de Montmartre dans une modeste sépulture.
Il est élevé à la dignité de maréchal de France le 6 juin 1984 à titre posthume par le président François Mitterrand, devenant ainsi le quatrième et dernier général français élevé à cette dignité depuis la Libération, après Jean de Lattre de Tassigny (1889-1952), à titre posthume, en 1952, Alphonse Juin (1888-1967), de son vivant, en 1952 et Philippe Leclerc de Hauteclocque (1902-1947), à titre posthume, en 1952.
En 1931, il épouse Marie Klein ; celle-ci décèdera en 1978. Il eut une liaison de juin 1941 à novembre 1942 avec Susan Travers, qui fut son chauffeur et qui resta à ses côtés pendant toute la bataille de Bir Hakeim, ce que la propagande allemande utilisa. Il rompit quand il fut appelé aux côtés du général de Gaulle, mais renoua à plusieurs reprises, notamment lorsqu'il fut gouverneur militaire de Paris. À cette époque, il entretenait deux liaisons à la fois, d'abord avec Susan Travers, mais aussi avec la Suissesse Monique Barbey (1910-1994), épouse d'un de ses adjoints.
En 2000, Susan Travers, âgée alors de 90 ans, écrit, avec l'aide de Wendy Holden, son autobiographie Tomorrow to Be Brave: A Memoir of the Only Woman Ever to Serve in the French Foreign Legion où elle évoque ses relations avec Kœnig. Treize ans plus tard, dans son journal intime paru de façon posthume, Il n'y a qu'une façon d'aimer, Monique Barbey (1910-1994) raconte à son tour l'histoire d'amour qu'elle eut avec Pierre Kœnig entre 1944 et 1947.

## Décorations

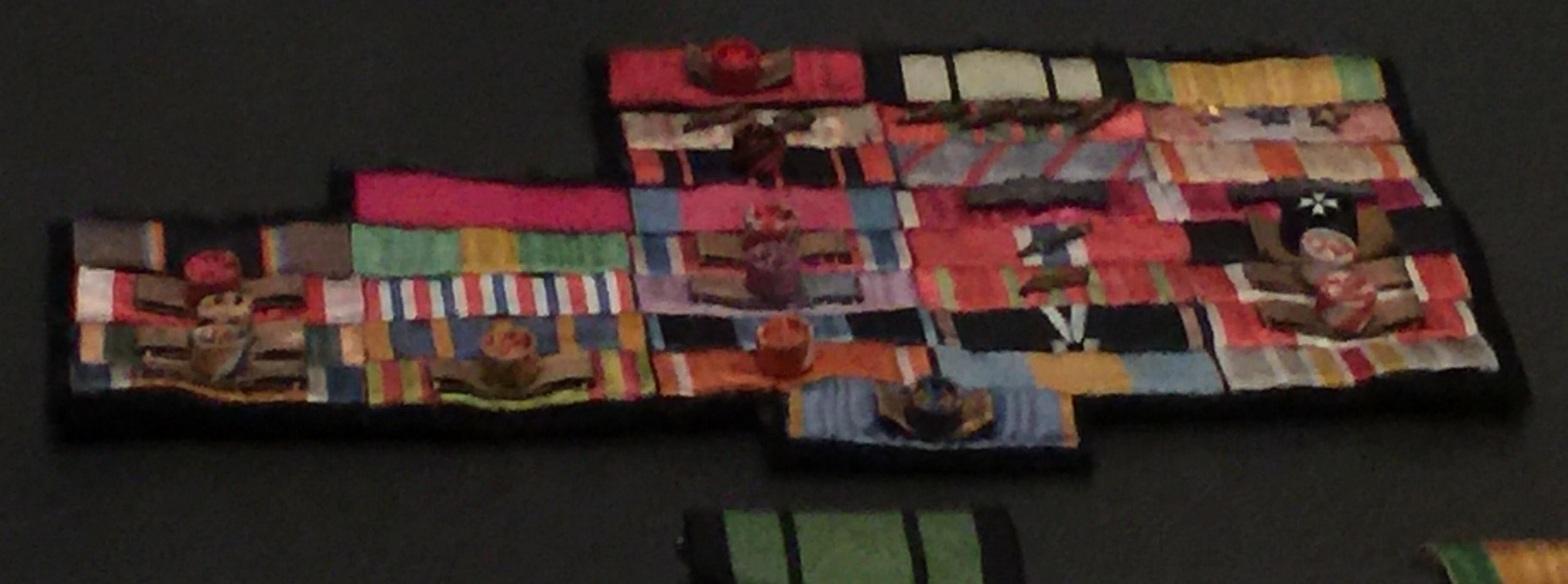
Les décorations du maréchal Kœnig, conservées au musée de l'Armée.

### Décorations françaises
- Grand-croix de la Légion d'honneur (25 août 1949)
  -  Grand officier de la Légion d'honneur (10 mai 1945)
  -  Commandeur de la Légion d'honneur
  -  Officier de la Légion d'honneur (1 juillet 1940)
  -  Chevalier de la Légion d'honneur (1934)
- Compagnon de la Libération (25 juin 1942)
- Médaille militaire (8 septembre 1918)
- Croix de guerre 1914-1918 (2 citations)
- Croix de guerre 1939-1945 (4 citations)
- Croix de guerre des Théâtres d'opérations extérieurs (3 citations)

 Médaille de la Résistance française, avec rosette (décret du 11 mars 1947)
- Commandeur de l'ordre du Mérite agricole
- Médaille des évadés
- Croix du combattant
- Médaille de la Reconnaissance française, bronze
- Médaille de l'Aéronautique
- Médaille coloniale, avec agrafes « MAROC », « SAHARA », « LIBYE », « BIR-HAKEIM », « TUNISIE 42-43 »
- Médaille commémorative des services volontaires dans la France libre
- Médaille commémorative française de la guerre 1939-1945
- Médaille interalliée de la Victoire
- Médaille commémorative de la guerre 1914-1918

### Décorations étrangères
- Ordre du Service distingué (Distinguished Service Order) (Royaume-Uni).
- Ordre du Bain Compagnon (Royaume-Uni).
- Commandeur de la Legion of Merit (États-Unis).
- Ordre de Souvorov de 1re classe (URSS).
- Grand-croix magistrale de l'ordre souverain de Malte.
- Grand officier de l'ordre de Léopold (Belgique).
- Croix de guerre, avec palme (Belgique).
- Grand-croix de l'ordre de la Couronne (Belgique).
- Commandeur de l'ordre d'Orange-Nassau (Pays-Bas).
- Grand-croix de l'ordre de Dannebrog (Danemark).
- Chevalier de 1re classe de l'ordre de Saint-Olaf (Norvège).
- Croix de guerre norvégienne.
- Commandeur de l'ordre militaire de Virtuti Militari (Pologne)[21].
- Médaille de la Résistance avec rosette (Pologne).
- Croix de guerre 1939-1945 (Tchécoslovaquie).
- Ordre du Lion blanc pour la Victoire (Tchécoslovaquie).
- Grand-croix de l'ordre de Georges Ier (Grèce).
- Grand-croix de l'ordre de la Couronne de chêne (Luxembourg).
- Grand-croix de l'ordre d'Adolphe de Nassau (Luxembourg)[22]
- Croix de guerre (Luxembourg).
- Grand-croix de l'ordre de Saint-Charles (Monaco).
- Grand-croix de l'ordre de l'Éléphant blanc (Thaïlande).
- Ordre du Mérite militaire chérifien (Maroc)[23].
- Grand cordon de l'ordre du Ouissam alaouite (Maroc).
- Grand-croix de l'ordre du Nichan Iftikhar (Tunisie).
- Grand-croix de l'ordre de l'Étoile d'Anjouan (Comores).

## Hommages

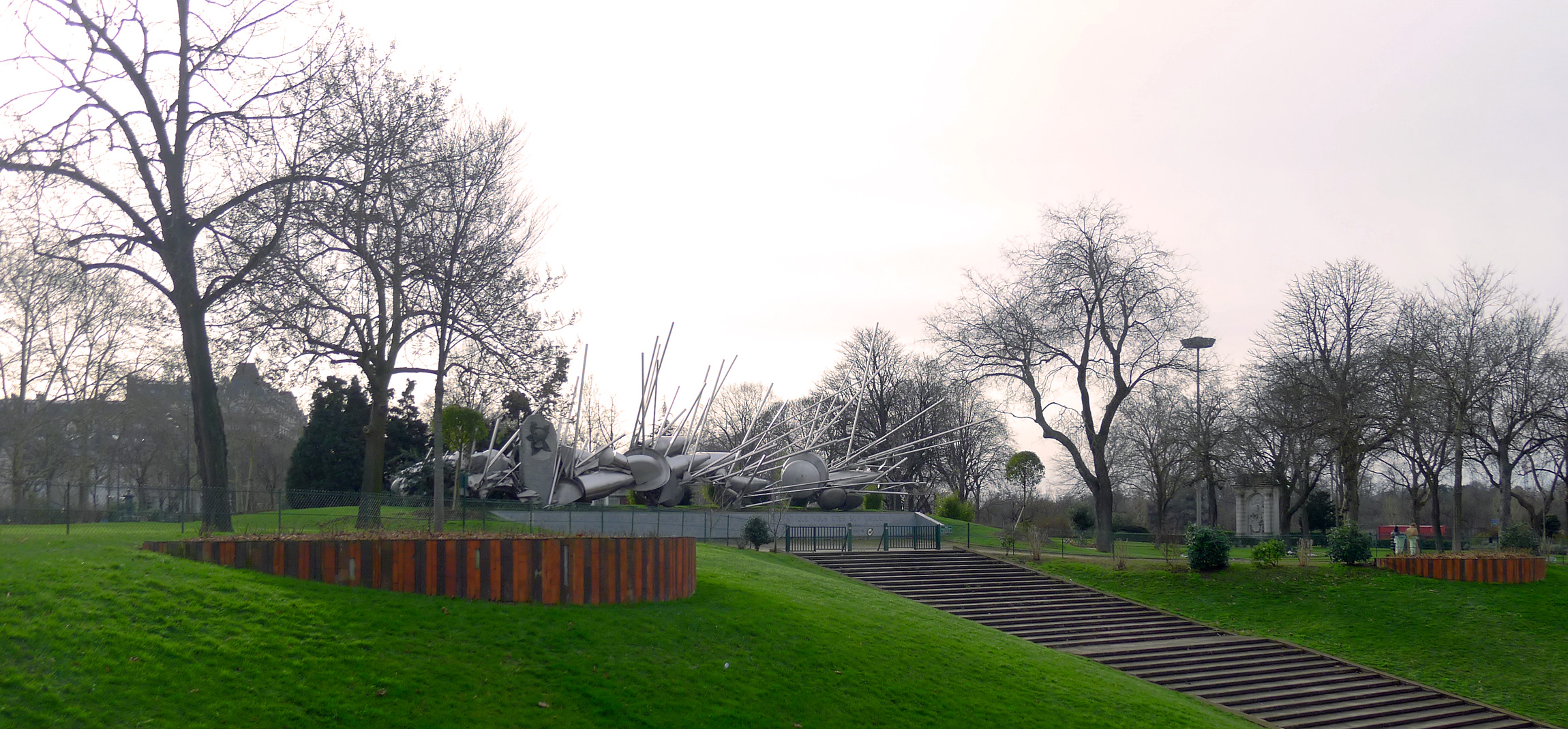
Monument Vent des batailles dans le square Alexandre-et-René-Parodi à Paris 16e.

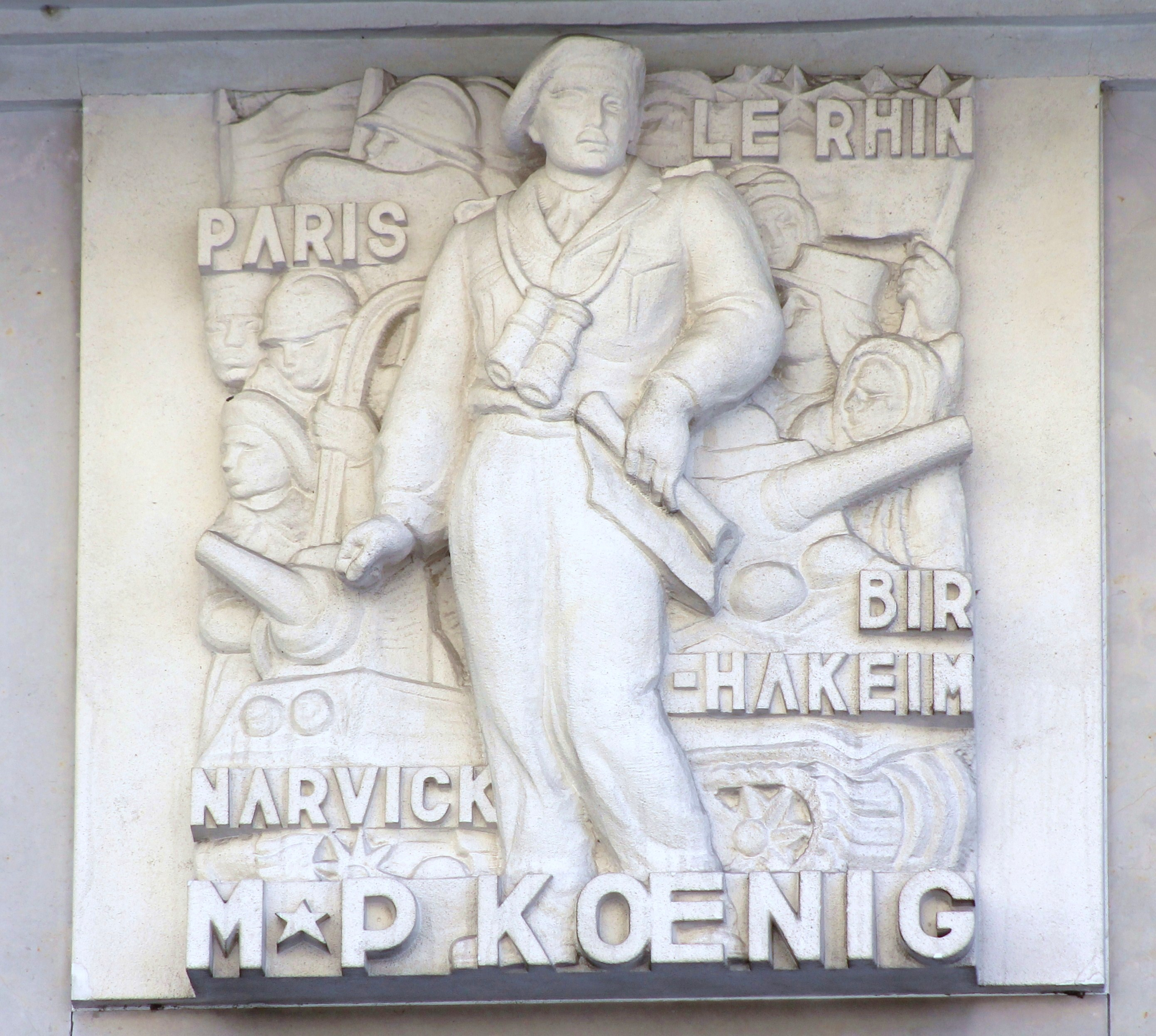
Bas-relief sur la façade de l'hôtel Malherbe à Caen.

- À Paris 16e, dans le square Alexandre-et-René-Parodi, un imposant monument lui est dédié en 1984. Nommé Vent des batailles, ce monument est l'œuvre du sculpteur Albert Féraud.
- À Caen, à l'angle de la rue de Bayeux et de la rue d'Authie, une stèle commémorative marque l'emplacement de sa maison natale.
- En 1972, son nom a été donné au pont Kœnig à Lyon sur la Saône[24].

De très nombreuses voies publiques en France portent son nom. Par exemple : 
- à Neuilly-sur-Seine, commune où il est mort, le boulevard du Général-Kœnig ;
- à Caen, vers 1976, l'ancien Grand Cours sur la Prairie est rebaptisé Cours Général-Kœnig[25]. Cette voie passe non loin du lycée Malherbe où il a étudié ;
- à Paris, en 1978, la place de Porte-des-Ternes est renommée place du Général-Kœnig. À proximité se trouve également une allée du Général-Kœnig ;
- à Strasbourg, quai du Général-Kœnig ;
- à Rennes, les place et square du Général-Kœnig
- à Nevers, la section de la Nationale 7 porte le nom de boulevard Maréchal-Kœnig ;
- à Nouméa en Nouvelle-Calédonie, une avenue porte son nom dans le quartier de la Rivière-Salée ;
- à Belleville-sur-Meuse, rue du Général-Pierre-Kœnig ;
- à Perpignan, avenue Maréchal-Kœnig, qui relie l'université de Perpignan au Moulin à Vent ;
- à Saint-Aubin-sur-Mer (Calvados) dont il était citoyen d'honneur, une avenue porte son nom ;
- à Sarcelles, avenue Pierre Kœnig, plus longue avenue de la commune ;
- à Mertzwiller, rue du Général-Kœnig ;
- à Gerstheim, rue du Général Kœnig, du N° 1 au N°37, accès à partir de la rue du Rhin.
- à Santes, dans le département du Nord, une rue porte son nom.
- à Palavas-les-Flots, l'ancienne route de Montpellier s'appelle dorénavant avenue des maréchaux Kœnig, Juin, de Lattre, Leclerc.
- à Liévin, une rue porte le nom du Maréchal Kœnig ;

À l'étranger :
- à Jérusalem, une rue porte le nom du général Pierre Kœnig ;
- à Netanya, ville israélienne où vivent de nombreux francophones, une rue porte son nom[26].

Autres :
- la promotion 1970-1971 de l'École militaire interarmes a choisi comme parrain le général Kœnig[27] ;
- après le départ de l'Armée de l'air, en 1999, la base aérienne 200 Apt-Saint-Christol dans le Vaucluse a été renommée « Quartier Maréchal-Kœnig » et accueille désormais le 2e régiment étranger de génie de la Légion étrangère.
- Un timbre à son effigie a été émis par l'Administration postale française en 1974 en commémoration du 30e anniversaire de la Libération[28].